# Großsteingrab Folehaven/Afd. 347 2
Das Großsteingrab Folehaven/Afd. 347 2 ist eine megalithische Grabanlage der jungsteinzeitlichen Nordgruppe der Trichterbecherkultur im Kirchspiel Hørsholm in der dänischen Kommune Hørsholm.

## Lage
Das Grab liegt südlich von Hørsholm in Abteilung 347 des Waldgebiets Folehaven. 90 m nordnordwestlich befindet sich das Großsteingrab Folehaven/Afd. 347 1.

## Forschungsgeschichte
Im Jahr 1942 führten Mitarbeiter des Dänischen Nationalmuseums eine Dokumentation der Fundstelle durch.

## Beschreibung
Die Anlage besitzt eine ost-westlich orientierte rechteckige Hügelschüttung mit einer Länge von etwa 35 m, einer Breite von 8 m und einer Höhe zwischen 0,5 m und 1,5 m. Von der Umfassung konnten 1942 noch 16 Steine festgestellt werden: zwei an der nördlichen und 13 an der südlichen Langseite sowie einer an der westlichen Schmalseite. Die Steine stecken zumeist tief im Boden; es ist daher unklar, ob es sich um die vollständige Anzahl der noch erhaltenen Umfassungssteine handelt. Eine Grabkammer ist nicht zu erkennen.